# François Blanchot de Verly
Pour les articles homonymes, voir Blanchot et Verly (homonymie).
François Blanchot de Verly (1735-1807) est un officier général et un administrateur colonial français qui fut gouverneur du Sénégal à deux reprises. Confronté aux difficultés liées au changement de régime en France – la Révolution – et au changement de statut du Sénégal, le général Blanchot eut aussi à défendre Saint-Louis et Gorée contre les offensives anglaises. 

## Biographie
François Michel Émile Blanchot de Verly est né le 22 novembre 1735 à Paris.
À la demande du chevalier de Boufflers sous les ordres duquel il a servi au régiment de Chartres-Infanterie, il est nommé major du bataillon d'Afrique le 21 octobre 1785, puis lieutenant-colonel le 13 octobre 1787, enfin colonel le 15 mai 1789.
De son côté, le chevalier de Boufflers, nommé gouverneur du Sénégal, est arrivé en février 1785, mais repart temporairement au mois de juin. François Blanchot assure alors l'intérim jusqu'au retour de Boufflers, de février à novembre 1787. Un bref intérim est cette fois confié à Charles Joseph Bonaventure Boucher, en attendant le retour de Blanchot de France au mois de décembre. Après deux années d'intérim, Blanchot est officiellement nommé gouverneur le 15 mai 1789. Lorsque la convocation des États généraux est annoncée, les notables de Saint-Louis rédigent un cahier de doléances local et, en 1790, François Blanchot se rend en France pour tenter d'accélérer le  processus de réformes. D'autres témoignages mettent l'accent sur des raisons liées à sa santé, altérée par le climat. Alors âgé de près de 55 ans, le gouverneur se rétablit et, pendant le séjour qu'il effectue à Paris, se marie le 21 juin 1790 à l'église Saint-Médard avec la veuve d'un capitaine, de vingt ans sa cadette. 
Pendant son absence, il est successivement remplacé par Boucher (1790-1792), le capitaine Charbonnié et le colonel Louis Henri Pierre Laserre. À la suite des troubles qui éclatent dans la colonie, Blanchot y retourne en 1802, nommé chef de brigade commandant le Sénégal et ses dépendances par le Premier consul.
On le décrit « comme un vieux militaire animé du sens du devoir et bien intégré à la population dont il avait su se faire aimer ». Déjà marié en France avec Marie Josèphe de Lesseps de Beaumont (fille naturelle de Dominique de Lesseps) avec qui il eut en 1791 une fille prénommée Augustine Marie Henriette, il épouse « à la mode du pays » Marie Coumba Guèye, dont il a quatre enfants, qu'il reconnaît.
Il meurt le 12 septembre 1807, à l'âge de 71 ans, à Saint-Louis où il est inhumé. À sa mort, le capitaine Levasseur assure l'intérim. Moins de deux ans plus tard, le 13 juillet 1809, Saint-Louis tombe aux mains des Anglais pour la troisième fois – Gorée avait déjà été reprise – et Charles William Maxwell devient gouverneur du Sénégal.
Le docteur Henri Savigny, l'un des rescapés du naufrage de La Méduse, célèbre la popularité de Blanchot à Saint-Louis. À sa mort, les commerçants et les employés du gouvernement se seraient réunis pour lui faire élever un monument. En outre, les officiers anglais qui s'emparèrent de Saint-Louis peu après auraient demandé à participer aux dépenses exigées par l'érection de ce monument, qui porte une épitaphe commençant par ces mots « Ici reposent les restes du brave et intègre général Blanchot... ».

## Hommages
François Blanchot de Verly a donné son nom à l'École primaire supérieure et professionnelle Blanchot de Verly à Saint-Louis (Sénégal), pépinière de cadres de l'Afrique-Occidentale française (AOF).
Un boulevard de Nantes porte également son nom.